# Datnów
Datnów (lit. Dotnuva) – miasteczko na Litwie, na Auksztocie, nad Datnówką, w okręgu kowieńskim, w rejonie kiejdańskim, przy drodze Kiejdany – Szawle.
Prywatne miasto szlacheckie Datnowo lokowane w 1572 roku, położone było w Księstwie Żmudzkim.

## Historia

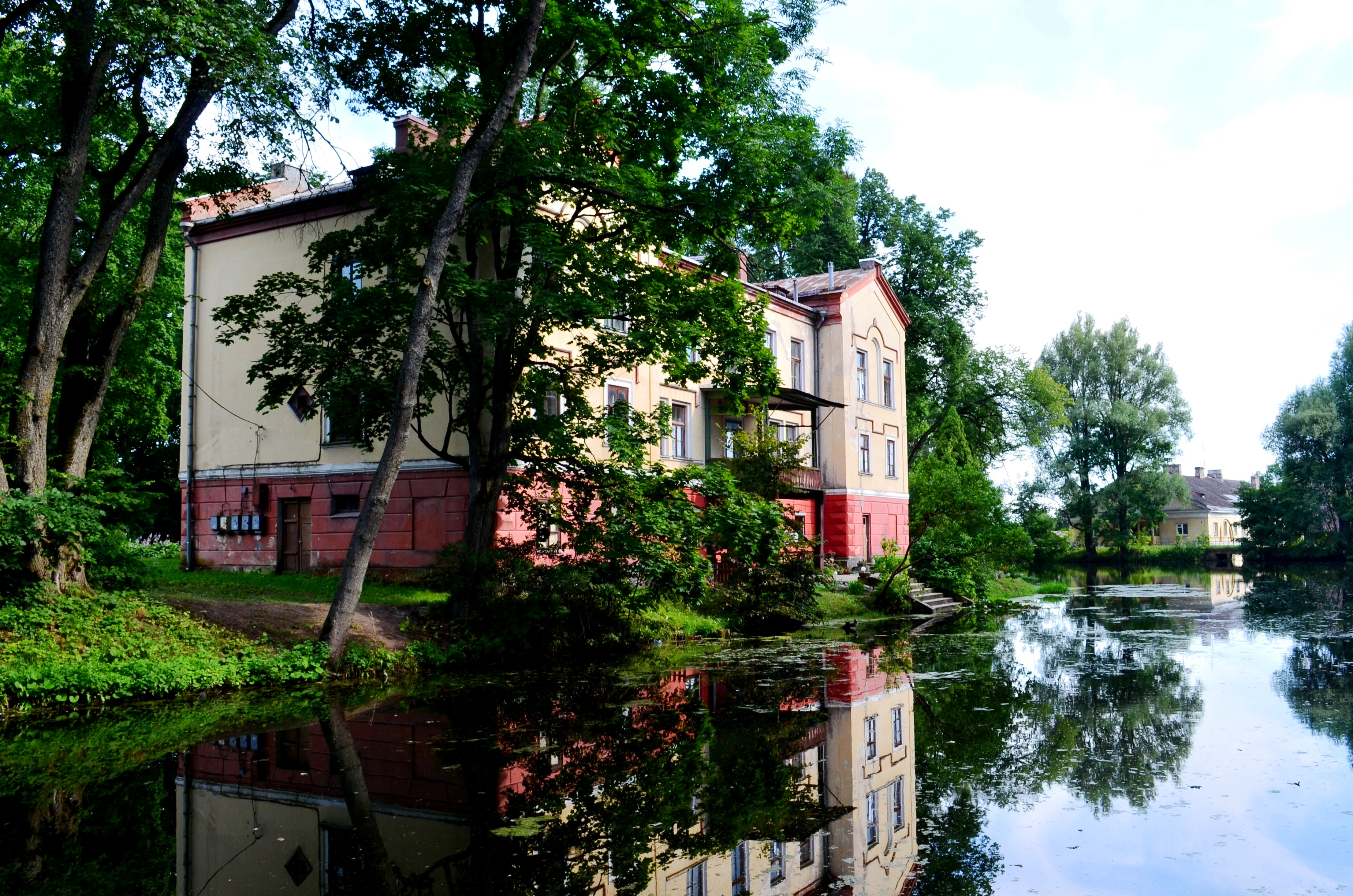
Dwór Chrapowickich w Datnowie

Pierwsze wzmianki o miejscowości pochodzą z XIV wieku, od 1372 była centrum lokalnej gminy. W XVI wieku w pobliskiej Akademii zbudowano dwór, w którym dzisiaj mieści się Akademia Rolnicza. Własność Kaspra Sołłohuba, który w 1570 roku sprzedaje miasto Janowi Mleczce za 1260 kóp groszy litewskich. W 1636 miasteczko wzbogaciło się o kościół. W 1637 Datnów otrzymał prawa miejskie. W 1702 osiedlili się tutaj bernardyni. W I połowie XVIII wieku Datnów stał się własnością Niemirowiczów-Szczyttów. Po śmierci kasztelana mścisławskiego Józefa Niemirowicza-Szczytta w 1745 Datnów odziedziczył jego syn - szambelan króla Stanisława Leszczyńskiego gen. Krzysztof Niemirowicz-Szczytt. W 1768 rozpoczęto budowę murowanego klasztoru w stylu barokowym, a w 1773 murowanego kościoła. W 1776 Krzysztof Niemirowicz-Szczytt bezpotomnie umarł i został pochowany w kościele Bernardynów w Datnowie. Datnów przechodzi do jego siostry - instygatorowej litewskiej Teresy z Niemirowiczów-Szczyttów Chrapowickiej. Teresa wraz z mężem Eustachym Chrapowickim ufundowała w Datnowie szpital i utrzymywała szkółkę elementarną. Ok. 1820 Datnów należał do ich wnuka, Antoniego Chrapowickiego, który wraz z żoną Eweliną z Światopełk-Mirskich kilkukrotnie gościł w Datnowie cesarzową Elżbietę w jej przejazdach do Prus. W 1864 w ramach represji po powstaniu styczniowym klasztor zamknięto. Po 1918 roku Datnów nie powrócił do Rzeczypospolitej i znalazł się w Republice Litewskiej. Przed uzyskaniem niepodległości przez Litwę w 1918 mieszkała tu dość znaczna liczba Polaków. Znalazło to nawet odzwierciedlenie w aktualnym wówczas powiedzeniu „od Janowa do Datnowa wszędzie słychać polska mowa”.

## Znane postaci
- Bronisław Żongołłowicz
- Izaak Rubinsztejn